# Termes (Belgique)
Pour les articles homonymes, voir Termes.
Termes (en gaumais Terme) est une section de la ville belge de Chiny située en Région wallonne dans la province de Luxembourg.
C'était une commune à part entière avant la fusion des communes de 1977.
Termes est un village-rue gaumais représentatif de cette région. Il étire ses habitations à proximité de la rive gauche de la Semois. Un pont y franchit la rivière.

## Démographie
- Source: INS recensements population